# Jana Chlebowczyková
Jana Chlebowczyková (* 22. dubna 1963, Praha) je československá hráčka basketbalu. Je vysoká 196 cm.

## Sportovní kariéra
V basketbalovém reprezentačním družstvu Československa v letech 1982 až 1985 hrála celkem 94 utkání a má podíl na dosažených sportovních výsledcích. Zúčastnila se kvalifikace na Olympijské hry 1984 Havana, Kuba a dvou Mistrovství Evropy 1983, 1985, na nichž získala jedno čtvrté místo (1985). Na Mistrovství Evropy kadetek v roce 1980 (Pécs, Maďarsko) s družstvem Československa skončila na pátém místě.
V československé basketbalové lize žen hrála celkem 11 sezón (1979-1991), z toho 10 sezón za družstvo VŠ Praha, s nímž získala v ligové soutěži šest titulů mistra Československa (1981-1985, 1987-1989), třikrát druhé místo (1981, 1985-1987) a jedno třetí místo (1980). Jednu sezónu hrála za Slovan Praha Orbis. V sezóně 1983/84 byla vybrána do All-Stars nejlepší pětice hráček československé ligy. Je na 127. místě v dlouhodobé tabulce střelkyň československé ligy žen za období 1963-1993 s počtem 1206 bodů. S klubem VŠ Praha hrála 6 ročníků Poháru mistrů evropských zemí v basketbalu žen (PMEZ) , v ročníku 1984 prohra v semifinále proti Levski Spartak Sofia (Bulharsko), 1989 účast ve finálové skupině a dvakrát účast ve čtvrtfinálové skupině. V Poháru vítězů pohárů (Ronchetti Cup) družstvo hrálo 5 ročníků (1979-1988), bylo třikrát vyřazeno v semifinále 1981 (Spartak Moskva), 1987 (FD Miláno) a 1988 (Dinamo Kyjev) a jedenkrát hrálo ve čtvrtfinále (1982).  

## Sportovní statistiky

### Kluby
- 1979-1989 VŠ Praha, celkem 10 sezón a 10 medailových umístění: 6x mistryně Československa (1981-1985, 1987-1989), 3x vicemistryně Československa (1981, 1985-1987), 3. místo (1980)
- 1990/91 Slovan Orbis Praha – 11. místo (1991)
- All Stars – nejlepší pětka hráček ligy – zařazena 1x: 1983/84

### Evropské poháry
S klubem VŠ Praha – je uveden (počet zápasů vítězství – porážky) a výsledek v soutěži)
- Pohár mistrů evropských zemí v basketbalu žen (PMEZ) – celkem 7 ročníků poháru (1971-1990)
  - 1984 – v semifinále vyřazena od Levski Spartak Sofia (Bulharsko), 1989 – 1x ve finálové skupině
  - 1985 – ve čtvrtfinále vyřazena od Agon 08 Dusseldorf (NSR), 1983 účast ve čtvrtfinálové skupině,
- Pohár vítězů pohárů - Ronchetti Cup – celkem 5 ročníků (1978-1988)
  - 3x prohra v semifinále 1981 (Spartak Moskva), 1987 (Feminille Deborah Miláno Itálie), 1988 (Dinamo Kyjev)
  - 1x účast ve čtvrtfinále (1982)

### Československo
- Kvalifikace na Olympijské hry 1984 (93 /10) Havana, Kuba
- Mistrovství Evropy: 1983 Budapešť, Maďarsko (10 /3) 6. místo, 1985 Treviso, Itálie (48 /7) 4. místo, celkem na 2 ME 58 bodů a 10 zápasů
- 1982-1985 celkem 62 mezistátních zápasů, v kvalifikaci OH a ME celkem 151 bodů v 20 zápasech
- 1980 – Mistrovství Evropy kadetek Pécs, Maďarsko (46 /7) 5. místo